# Kirov (Oblast' di Kaluga)
Kirov (in russo Киров?) è una cittadina della Russia europea, nell'Oblast' di Kaluga, situata a 160 km da Kaluga sulle rive del fiume Bolva.
Fondata nel 1745, è capoluogo del rajon Kirovskij, ha assunto l'attuale denominazione nel 1936 in onore di Sergej Mironovič Kirov. Il precedente nome era Pesočnja.